# 4051 Hatanaka
4051 Hatanaka је астероид главног астероидног појаса чија средња удаљеност од Сунца износи 2,788 астрономских јединица (АЈ).
Апсолутна магнитуда астероида је 12,4.